# Victor Daimaca
Victor Daimaca (n. 22 august 1892, Turnu Severin – d. 20 mai 1969, București) a fost un pedagog și astronom român.
Este singurul român descoperitor de comete.

## Biografie
Victor Daimaca a urmat școala primară în orașul natal, apoi Liceul „Traian” pe care l-a absolvit în anul 1913. A obținut apoi licența în matematici la Facultatea de Științe a Universității din București având ca profesori renumiți matematicieni și astronomi, printre care Dimitrie Pompeiu, Gheorghe Țițeica, Anton Davidoglu, Nicolae Coculescu. A lucrat o vreme ca funcționar la București însă dorința de a regăsi cerul înstelat l-a determinat să ocupe o catedră de matematică în Târgu Jiu. Între anii 1929 - 1950 a fost profesor de matematică predând mai întâi la Școala de meserii din Vădeni și ulterior la Școala Normală de băieți din Târgu Jiu.
Din anul 1949 a lucrat la Institutul Astronomic din București.
S-a stins din viață la 20 mai 1969, la București..

## Victor Daimaca astronomul
A fost un pasionat de astronomie, numele său legându-se de descoperirea a două comete, ambele omologate de Uniunea Astronomică Internațională și singurele care poartă numele unui român:
- cometa 1943c Daimaca, o cometă de mărimea 8 pe care a descoperit-o în 3 septembrie 1943 în constelația Lynx, pe linia α Geminorum - ε Ursa Mare.
- cometa 1943 W1 VanGelt-Peltier-Daimaca, cometă pe care Victor Daimaca a descoperit-o în data de 16 decembrie 1943 în regiunea sudică a constelației Aquarius, concomitent cu alți doi astronomi, sud-africanul Van Gelt și americanul Peltier.

## In memoriam
Două străzi din Sectorul 1, București, poartă numele lui Victor Daimaca:
- Strada Victor Daimaca,[4]
- Intrarea Victor Daimaca.[5]

Cercul de Astronomie al elevilor de la Colegiul Național „Traian” din Turnu Severin este numit Cercul de Astronomie „Victor Daimaca”.